# Victor Alter
Pour les articles homonymes, voir Alter (homonymie).
Victor Alter (ou Wiktor Alter), né le 7 février 1890 à Mława en Pologne, à l'époque partie de l'Empire russe, mort le 17 février 1943 à Samara en Union soviétique, est un militant socialiste juif, militant actif du Bund et  membre du comité exécutif de la Deuxième Internationale. 

## Biographie

### Sa vie
Alter fait ses études en Belgique, à l'Université de Gand, où il obtient un diplôme en ingénierie mécanique en 1912.  Après son diplôme, il retourne à Varsovie et en avril 1913, il est arrêté par les autorités tsaristes pour son activisme au Bund, et exilé en Sibérie. Il réussit à s'échapper et s'enfuit en Grande-Bretagne où il adhère au Parti travailliste. Pendant la Première Guerre mondiale, il milite en faveur de l'objection de conscience et refuse d'effectuer son service militaire. Après la révolution de février 1917, il retourne en Russie et en décembre 1917, il devient membre du Comité central du Bund.
À partir de 1918, il réside dans la Pologne nouvellement indépendante. Un des responsables importants du Bund polonais pendant l'entre-deux-guerres, il fait partie de l'aile gauche de l'organisation, favorable à une coopération plus étroite avec le Parti socialiste polonais (PPS). Il s'oppose au Komintern et au Parti communiste polonais. En même temps, il est aussi membre du Conseil municipal de Varsovie.        
En septembre 1939, après l'invasion allemande d'une partie de la Pologne, suivie par l'invasion du reste de la Pologne par les Soviétiques, Alter se retrouve en zone d'occupation soviétique. Le 29 septembre 1939, il est arrêté par le NKVD. En juillet 1941, il est condamné à mort par les autorités soviétiques, mais sa sentence est commuée en dix ans de travaux forcés au Goulag. Après l'invasion de l'Union soviétique par l'Allemagne nazie et la signature des accords Sikorski-Maïski entre le Gouvernement polonais en exil et l'Union soviétique, Alter est relâché du Goulag.

### Son exécution
Il commence à organiser le Comité juif antifasciste international. Il entre en contact à la même période avec Stanisław Kot, l'ambassadeur de Pologne à Moscou, et appelle les Juifs polonais se trouvant en Union soviétique à rejoindre l'armée polonaise d'Anders. En octobre 1941, Alter et Henryk Erlich, un autre responsable du Bund, sont placés en résidence surveillée par les autorités soviétiques dans un hôtel de Kuibishev (Samara). Ignorant qu'ils sont sur écoute, les deux bundistes discutent de rumeurs faisant état d'un massacre d'officiers polonais, dont de nombreux Juifs, à Katyn. Les enregistrements sont immédiatement transmis à Staline. Le 4 décembre 1941, Alter est de nouveau arrêté par le NKVD, ainsi qu'Erlich et assassiné, bien que l'on ignore les détails exacts de son exécution. Selon certains rapports, il aurait été condamné à mort le 23 décembre 1941, et immédiatement exécuté. D'autres sources indiquent que son exécution n'aurait eu lieu qu'en février 1943. La sentence de mort est signée par Molotov dans une note à Beria, affirmant que l'ordre a été approuvé personnellement par Staline.     
En 1943, les autorités soviétiques publient un communiqué annonçant que Victor Alter a été exécuté pour "espionnage pour le compte d'Hitler". Son exécution sur ordre de Staline provoque un tollé international. 

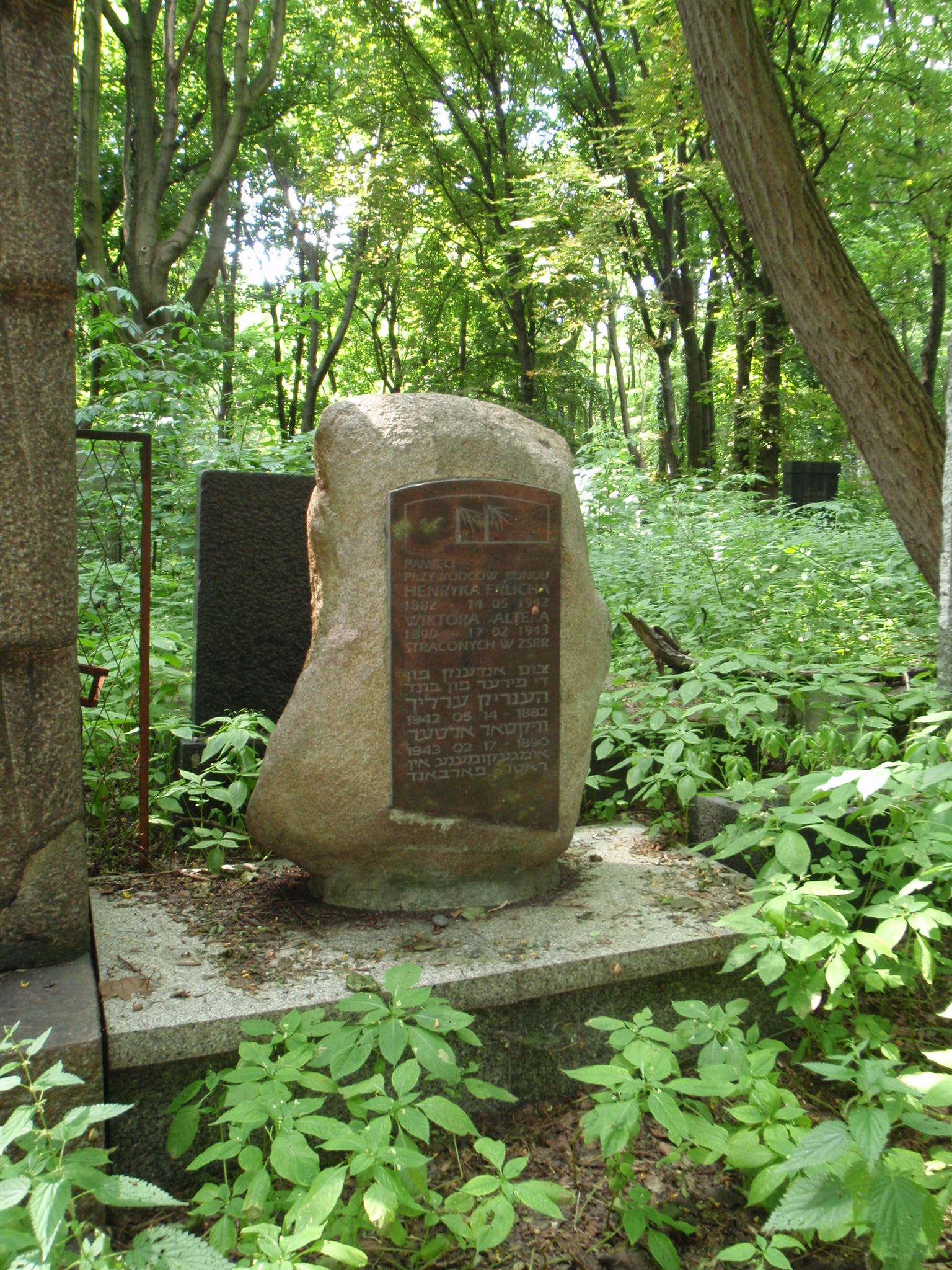
Tombe mémoriale de Erlich et d'Alter au cimetière juif de Varsovie

### Sa réhabilitation
Le 8 février 1991, Victor Erlich, le petit-fils de Henryk Erlich, est informé que selon un décret signé par le président russe Boris Eltsine, Victor Alter, ainsi que Erlich, sont "réhabilités" et que la répression qu'ils ont subie est déclarée illégale. 
Bien que l'endroit exact où ont été enterrés Alter et Erlich reste inconnu, un monument symbolique est érigé le 17 avril 1988, au cimetière juif de la rue Okopowa à Varsovie. L'inscription mentionne simplement: « Responsables du Bund, Henryk Erlich, né en 1882, et Wiktor Alter, né en 1890. Exécutés en Union soviétique ».  
L'érection du monument, ainsi que la publication de l'histoire d'Alter et d'Erlich, ont été pendant longtemps contrecarrés par le gouvernement communiste de la République populaire de Pologne d'après-guerre, et n'a été rendu possible que par les efforts incessants de Marek Edelman (1919-2009), un des très rares survivants du soulèvement du ghetto de Varsovie, Bundiste et membre du syndicat Solidarność. La cérémonie commémorative a été suivie par plus de trois mille personnes.